# Per Krafft (starszy)

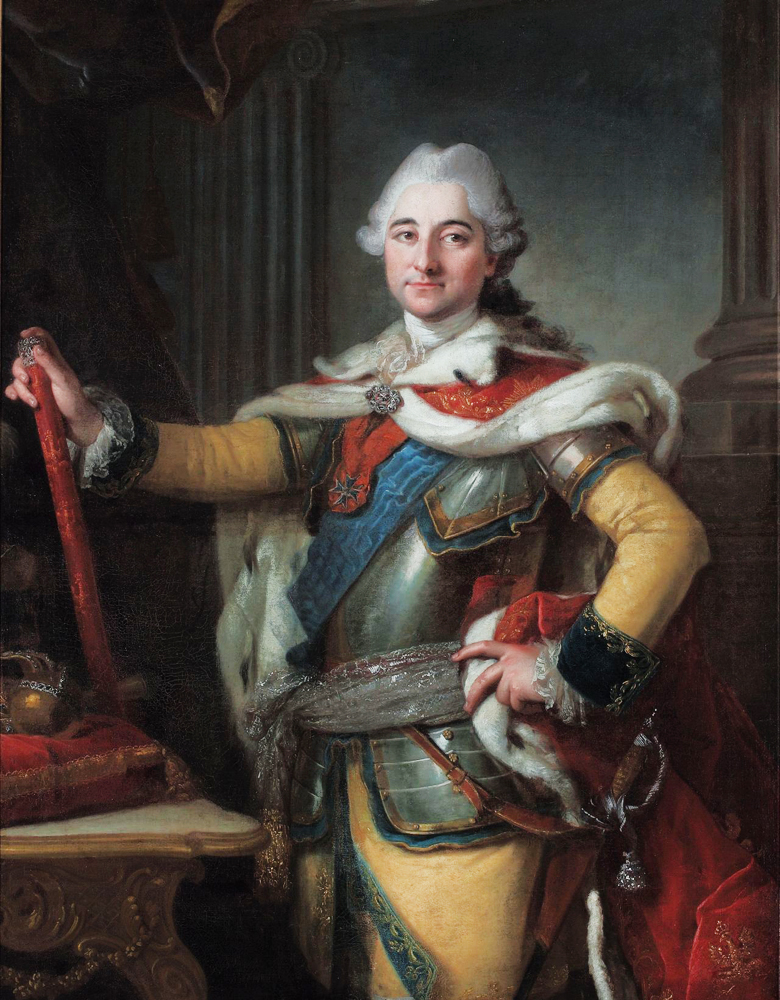
Portret króla Stanisława Augusta Poniatowskiego w zbiorach Zamku Warszawskiego

Per Krafft zw. starszym (ur. 16 stycznia 1724 w Arboga, zm. 7 listopada 1793 w Sztokholmie) – szwedzki malarz portretowy. Ojciec Per Kraffta młodszego.
Tworzył w Paryżu, Kopenhadze oraz jako nadworny malarz króla Stanisława Augusta Poniatowskiego w Warszawie. Obecnie, w Polsce, jego obrazy eksponowane są m.in. w Muzeum Narodowym w Krakowie - w Galerii Sztuki Polskiej XIX wieku w Sukiennicach oraz w Muzeum Narodowym w Warszawie.